# Журавський мисливський заказник
49°36′ пн. ш. 40°40′ сх. д. / 49.6° пн. ш. 40.67° сх. д.
Журавський мисливський заказник (рос. Журавский охотничий заказник) — колишня природно-заповідна територія в Чертковському районі Ростовської області. Створений у 1975 році ліквідований у 2005 році.

## Історія
Журавський мисливський заказник створений у 1975 році згідно з Рішенням Облвиконкому № 1093 від 18 грудня 1975 року. Спочатку його площа згідно документації становила 12 тисяч гектарів, потім в документах вказувалася загальна площа 13,7 тисяч гектар. Заказник належить до категорії особливо охоронюваних природних територій. Згідно з Розпорядженням № 301 від 07.11.2005 року Адміністрації Ростовської області мисливський заказник обласного значення Журавський ліквідований.

## Опис
Територія Журавського мисливського заказника включала в себе урочища Широкий, Кострикіно, Крутенький, Веденьова, Солоний. З 13,7 га природоохоронної території 3 тисячі гектарів складала рілля, 6,9 тисяч гектарів — територія пасовищ і 3,8 га — лісові масиви. На півночі заповідник межує з територією від межі з Воронезькою областю до межі Верхньодонського району. На сході за межі району до хутора Степового. З півдня — від хутора степового за межі Щедровського мисливського господарства. На західній стороні територія проходить до стику з межею Воронезької області.